# The Black-Eyed Boys
«The Black-Eyed Boys» es una canción de la banda británica Paper Lace. Fue publicada el 16 de agosto de 1974 como un sencillo sin álbum.

## Recepción de la crítica
Un escritor no especificado de Record World comentó: “Esté atento a lo largo del camino y a las listas de éxitos para ver a esta banda de rock 'n roll de motociclistas. No son Ángeles del Infierno, sino motociclistas más interesados en hacer música que en hacer travesuras”. Un escritor no especificado de Cash Box declaró: “Con un claro sabor a jazz rock, Paper Lace nos lleva a un viaje musical que captura a los chicos de ojos negros en su forma más notoria. La buena disposición incluye algunas revoluciones del motor que lo llevarán directamente a la cima”.

## Lista de canciones
Todas las canciones escritas y compuestas por Mitch Murray y Peter Callander.
1. «The Black-Eyed Boys» – 3:47
2. «Jean» – 2:17

## Posicionamiento
| Gráfica (1974)                        | Pico de posición |
| ------------------------------------- | ---------------- |
| Alemania (Offizielle Top 100)         | 38               |
| Australia (Kent Music Report)         | 23               |
| Bélgica (Flandes) (Ultratop Singles)  | 16               |
| Bélgica (Valonia) (Ultratop Singles)  | 49               |
| Canadá (RPM Top Singles)              | 37               |
| Estados Unidos (Billboard Hot 100)    | 41               |
| Irlanda (Irish Singles Chart)         | 7                |
| Países Bajos (Nederlandse Top 40)     | 24               |
| Países Bajos (Single Top 100)         | 17               |
| Reino Unido (Record Mirror Top Fifty) | 11               |